# Осој (Сучава)
Осој (рум. Osoi) насеље је у Румунији у округу Сучава у општини Вултурешти. Oпштина се налази на надморској висини од 337 m.

## Становништво
Према подацима из 2002. године у насељу је живело 374 становника, од којих су сви румунске националности.